# Dwa serca
Dwa serca (ang. Two Hearts) – amerykańskie opowiadanie fantasy Petera S. Beagle'a. Jest kontynuacją powieści Ostatni jednorożec. Ukazało się w 2005. W 2006 zdobyło Nagrodę Hugo i World Fantasy Award, a w 2007 Nebulę. W Polsce ukazało się w Nowej Fantastyce (7/2008) oraz w książce Ostatni jednorożec. Wydanie rozszerzone. 